# Französisches Akkordeon

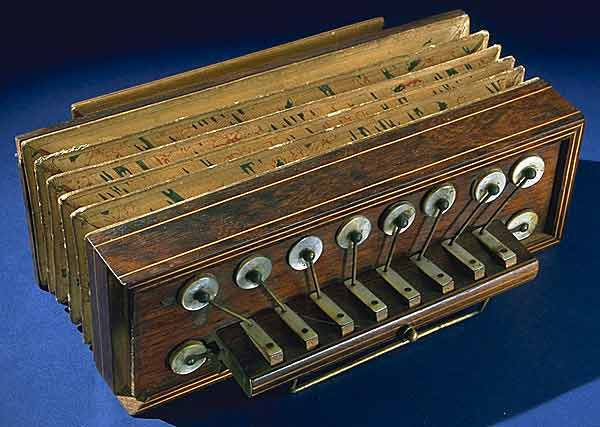
Sehr frühes Modell

Als Französisches Akkordeon wurden und werden sowohl diatonische als auch chromatische Handzuginstrumente gebaut.

## Geschichte
Im Jahre 1831 gelangte ein diatonisches Akkordeon aus der Werkstätte von Cyrill Demian nach Paris.
Napoleon Fourneux war der erste, dem der Nachbau gelang. Seinen ersten Instrumenten sah man das Vorbild noch sehr stark an. Die Stimmplatten waren ebenfalls flach auf einen Einschub montiert. Die Tastenbelegung unterscheidet sich von der üblichen diatonischen Belegung. Auch die Clavis und die Anordnung der Tastatur war etwas anders als bei ähnlichen Instrumenten aus Wien. Man versuchte rasch, eine chromatische Anordnung zu finden.
Sehr schnell begann ein Streit darüber, wie das Instrument gespielt werden sollte, darüber berichteten auch Musikzeitschriften, wie beispielsweise Le Menestrel im Jahre 1834. Die Zeitung erwähnt auch, dass M. Reisner eine Schule für das Instrument schrieb, eine „Instruktion, um das Akkordeon mit acht Tasten spielen zu lernen: […] Man spielt das Instrument mit der rechten Hand. […] Die zwei Klappen an jeder Seite dienen […] zur Aufhebung der Harmonie.“
Nach Paris kam somit ein Melodieinstrument. In Wien wurden zu dieser Zeit viele verschiedene Tastenbelegungen ausprobiert, manche Instrumente hatten die Töne einfach umgedreht eingebaut und auch die Belegung war noch nicht in jedem Fall gleich. Es ist daher nicht unbedingt gesichert, dass ein rein diatonisches Instrument nach Paris kam.
Da sehr früh zwei Schulen zum Erlernen des Spiels veröffentlicht wurden, weiß man heute sehr genau Bescheid über die Entwicklung der Instrumente in Paris.
Die Pariser Akkordeonbauer erlangten sehr schnell einen guten Namen und trugen wesentlich zur Weiterentwicklung der Instrumente bei. Im Musikinstrumenten-Museum Markneukirchen sind einige gut erhaltene Objekte aus den Folgejahren zu sehen; vermutlich wurden diese Instrumente bereits sehr früh von den deutschen Akkordeonproduzenten zu Studienzwecken angeschafft.
Ein Exponat zeigt auch, wie die Franzosen die Registerumschaltung verwirklichten. Dies wurde nicht, wie heute üblich, mit Schiebern im Luftweg bewerkstelligt, sondern mit einer Mechanik, welche die nicht verwendeten Zungen am Schwingen hinderte. Diese Hebelmechanik verband eine gemeinsame Achse mit Filzpolstern versehener Hebel, die wiederum auf je eine Tonzunge drückten.
Allgemein wird die Erfindung von mehreren Stimmzungen mit derselben Tonhöhe, aber etwas verstimmt, den Franzosen zugeschrieben (Musette). Wiener Instrumente wurden zuerst mit sogenannter Orgelstimmung angeboten oder mit dreifacher Orgelstimmung, was eine Oktavstimmung war, also mehrere um Oktaven versetzte Stimmzungen pro Taste.

## Aufbau

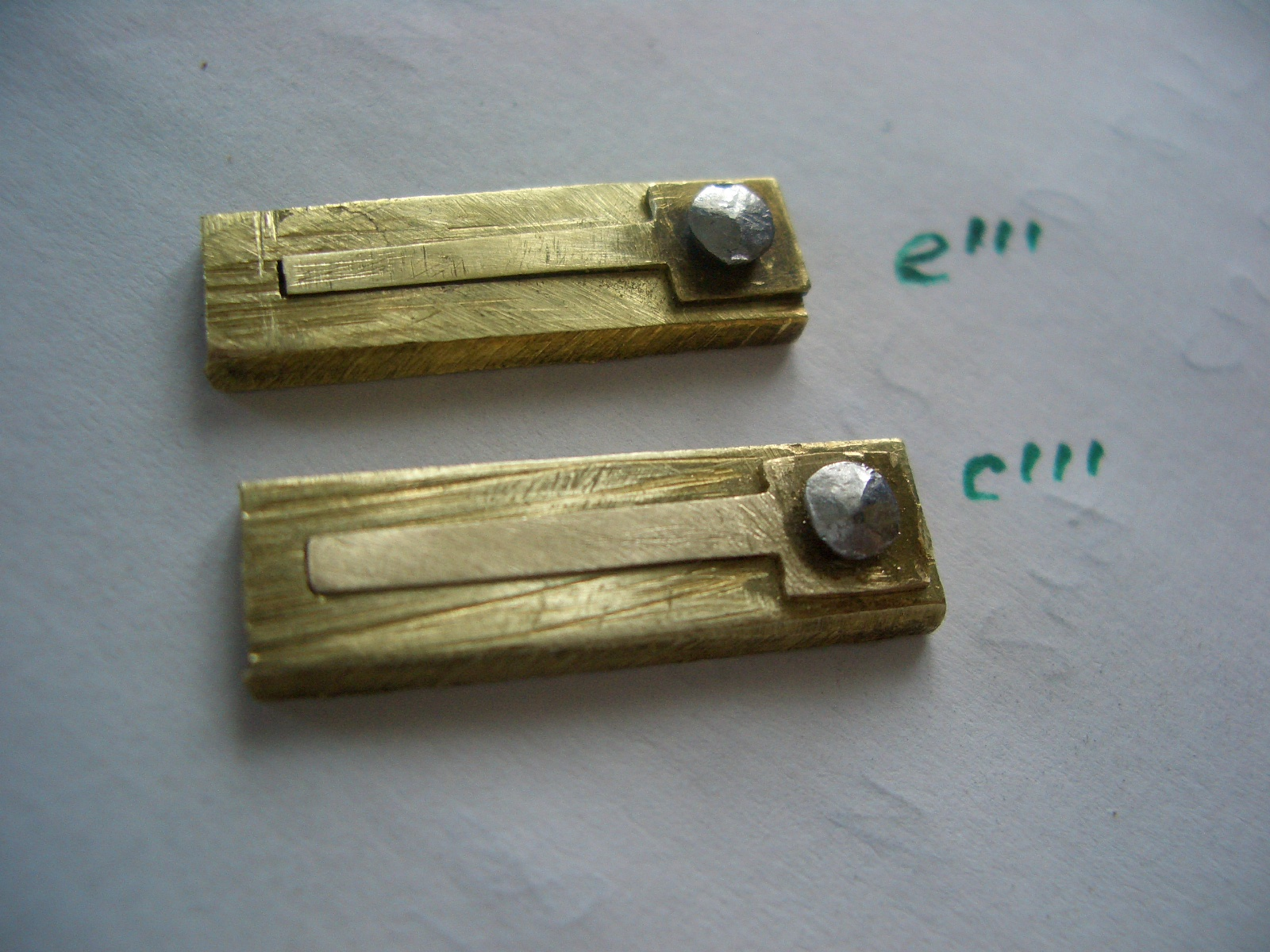
Flutina reeds

Die Instrumente aus dieser Zeit waren immer noch sehr handlich, kaum größer als die Instrumente, die Demian in Wien baute. Vom äußeren Erscheinungsbild her ist jedoch ihre französischer Herkunft unverkennbar. Der Holzrahmen war meist geschwungen und mit barocken Bemalungen versehen, wie dies dem damaligen französischen Kunstgeschmack entsprach. Die Tasten oder die Clavis wurden in zwei Reihen flach und eckig mit Clavisdrähten zu den Klappen geführt. Die Clavis waren mit Perlmutt belegt. Auch die runden Klappen waren aus Perlmutt. Die Klappen waren nicht abgedeckt.
Auffällig anders war, dass die Tasten der zweiten Reihe durch das Griffbrett auf die Rückseite führten und dort eine zweite Reihe Klappen öffneten. Dieses  Prinzip findet sich heute beim Bajan wieder. Auch beim Bajan ist die Tastatur weiter nach vorne gerückt und manche Tastenreihen führen an die Rückseite der Tastatur. Interessant ist zudem, dass die siebente Taste in der zweiten Reihe in der Mitte geteilt war.
Es gibt aus dieser Zeit kleinere Instrumente, die über zwei Reihen mit je acht Tasten verfügen oder auch größere zwei Reihen mit 14 Tasten in der ersten Reihe und fünf geteilte Tasten und acht ungeteilten Tasten in der zweiten Reihe haben. Das System bleibt gleich, nur wird nach oben hin der Tonumfang bis zum c’’’’’ erweitert. Der Aufbau dieser Instrumente begünstigte auch das Schwingverhalten der hohen Töne. Tiefster Ton war das f.
Die Instrumentenbauer beherrschten zur damaligen Zeit die präzise Stimmplattenherstellung in einem heute noch kaum vorstellbaren Ausmaß.

## Tastenbelegung
1845 gab es in Frankreich eine Reihe von Erzeugern:
Alexandre, Fourneaux, Jaulin, Lebroux, Neveux, Kasriel, Leterme, Reisner, Busson, M. Klaneguisert.  Sie alle bauten  zu dieser Zeit zwei Modelle:
- ohne Halbtöne – also diatonisch
- mit Halbtönen – chromatisch und wechseltönig

Die Bassseite hatte nur zwei Bässe, war also kaum ausgebildet.
Die „Mutation“, zwei Schieber, die Akkorde zum Erklingen brachten, wurde zu dieser Zeit, wie auch in Wien, nicht mehr eingebaut.
Der Krieg in den Jahren 1870 und 1871 brachte die Akkordeonproduktion fast vollständig zum Erliegen.
Die Einteilung der chromatischen Tastenbelegung war noch einige Zeit nicht abgeschlossen. Um 1890 befand sich dann in der ersten Reihe die diatonische Tonleiter und in der zweiten Reihe die fehlenden Halbtöne mit einigen Wiederholungen der ersten Reihe.
Interessant ist in diesem Zusammenhang, dass die Irische Tastenbelegung heute mit C, C# weitgehend dieser Belegung entspricht.
Bässe wurden nicht eingebaut; die Klappen auf der Bassseite waren Luftklappen.
In der Folgezeit nahm der Import italienischer Instrumente nach Frankreich zu.

## Heute
Es gibt in Frankreich einige Erzeuger, die diatonische Akkordeons herstellen.
Bernard Loffet baut Instrumente mit traditioneller Tastenbelegung wie die Wiener Modelle. Eine weitere Firma, Saltarelle, lässt in Italien nach ihren Wünschen produzieren und verkauft unter eigenem Namen alle Arten moderner Instrumente. Bertrand Gaillard baut (seit 1981), nur auf Bestellung und mit langer Wartezeit, Instrumente mit legendärem Ruf. L’Imaginaïre fertigt auf ähnlich hohem Qualitätsniveau. Weitere Hersteller sind Eric Martin und Marc Serafini.
Die Stimmplatten und -zungen stammen, da es in Frankreich keinen Hersteller gibt, fast ausschließlich aus Italien.
Chromatische Akkordeons werden von zwei Firmen produziert; Cavagnolo in Lyon und Maugein in Tulle. Die Manufacture d'accordéons Maugein wurde 1919 gegründet. Im Jahr 2016 hatte der Betrieb 14 Mitarbeiter.